# 姚雪垠
姚雪垠（よう せつぎん、1910年10月10日 — 1999年4月29日）は、中華人民共和国の小説家。代表作に小説『李自成』。元中国作家協会名誉副主席、湖北省作家協会主席。全国第六回、第七回全国政協委員。

## 略歴
1910年、河南省鄧州の地主家庭に生まれた。
1929年、河南大学法学院預科に進学。1931年夏休みに学校当局によって「思想の誤り、言動は道断」の罪名で除名された。
1940年代、『李自成』を書き始めた。
1943年、重慶に転居、中華全国文芸界抗敵協会理事に当選。
1945年、四川省三台県に転居、東北大学副教授。
中日戦争後、上海市に転居、大夏大学副教務長、代理文学院長。
1950年代、華中師範大学で教鞭をとる。
1957年、「右派分子」のレッテルを貼られ労改送りとなる。
1961年、名誉回復。
1963年、『李自成』（第一巻）を発表した。1982年に陳舜臣・陳謙臣によって『叛旗：小説李自成』（2冊、講談社、のち徳間文庫）の題で翻訳され、第20回日本翻訳文化賞を受賞。
文化大革命後の76年、81年に第二巻、第三巻を発表した。1982年に同作品で中国文学の最高権威茅盾文学賞を受賞している。
1978年、第五回、第六回全国政協委員、湖北省文聯主席に当選。
1981年12月、中国共産党に入党。
1999年、北京で死去。享年88歳。

## 作品
- 『紅燈籠の故事』（短篇小説集）1940、大路出版公司
- 『牛全德と紅蘿蔔』（中篇小説）1942、重慶文座出版社
- 『戎馬戀』（長篇小説）、1943、重慶大東書局
- 『重逢』（中篇小説）、1943、重慶東方書社
- 『新苗』（長篇小説)、1943、重慶現代出版社
- 『小説是怎樣寫成的』、1943、商務印書館
- 『春暖花開の時候』、(第一、二、三冊、長篇小説）、1944、重慶現代出版社
- 『差半車麦秸』、(短篇小説集)、1947、懐正出版社
- 『長夜』（長篇小説)、1947、懐正出版社
- 『李自成』（第一、二、三巻、巻）、中国青年出版社
- 『大嫂』（散文集）、1982、河南人民出版社

## 受賞
1982年、茅盾文学賞

## 家族
21歳の時、王梅彩と結婚。
- 長男：姚海雲
- 二男：姚海星
- 三男：姚海天
- 女：姚海燕